# 関空旅博
関空旅博（かんくうたびはく）は、2004年より関西国際空港が毎年実施している西日本最大の旅行イベント。関西国際空港で開催され、旅行フェスティバル、海外旅行セミナー、ステージイベント、世界のグルメなどのイベントが催される。
「旅博」は関西エアポート株式会社（旧、新関西国際空港株式会社）のもつ登録商標で、東京ビッグサイトで開催されている「JATA旅博（2011年～）日本旅行業協会主催」は、同社が使用許可している。

## 概要
開港10周年を記念して開催された第1回目（2005年）は、「Happy World～旅行フェスティバル in KIX」の事業名で実施され、以降イベントのメインコンテンツとなる「旅行フェスティバル」（各出展者によるブース）と、特設ステージのプログラムで構成されている。
「関空旅博」となった2005年度(第2回目)以降は、サブタイトル「世界に一番近い旅の博覧会」の名の通り、国際線が就航している空港が会場であることで、まさに「世界に一番近い」旅の博覧会として継続開催している。
第2回目（2006年）以降は、日本旅行業協会（JATA）からの共催を得て、「海外旅行セミナー」（各出展者が講師となり、世界各国の旬の海外旅行情報等を紹介）もコンテンツとして加わっている。また、テーマ及び時流に基づいた企画・出演者により、毎回30,000人を超える集客がある。
第7回（関空旅博2010）までは、春休み期間の3月下旬に開催されていたが、関空旅博2011は東日本大震災により7月開催に変更。翌2012年度（関空旅博2012）からは5月中旬～下旬頃の開催となっている。
第12回（関空旅博2016）は6月4日・5日に変更された。またこの回からは新関西国際空港に代わって関西エアポート株式会社が主催者になった。

## 各年のイベント
|        | 開催日                              | 来場者数 |
| ------ | ----------------------------------- | -------- |
| 第1回  | 2005年3月26日（土）・3月27日（日）  | 23,000人 |
| 第2回  | 2006年3月25日（土）・3月26日（日）  | 37,000人 |
| 第3回  | 2007年3月24日（土）・3月25日（日）  | 43,000人 |
| 第4回  | 2008年3月22日（土）・3月23日（日）  | 33,000人 |
| 第5回  | 2009年3月28日（土）・3月29日（日）  | 32,000人 |
| 第6回  | 2010年3月27日（土）・3月28日（日）  | 28,000人 |
| 第7回  | 2011年7月16日（土）・7月17日（日）  | 32,000人 |
| 第8回  | 2012年5月19日（土）・5月20日（日）  | 35,000人 |
| 第9回  | 2013年5月18日（土）・5月19日（日）  | 38,000人 |
| 第10回 | 2014年5月24日（土）・5月25日（日）  | 40,000人 |
| 第11回 | 2015年5月23日（土）・5月24日（日）  | 40,000人 |
| 第12回 | 2016年6月4日（土）・6月5日（日）    | 41,000人 |
| 第13回 | 2017年5月27日（土）・５月28日（日） | 42,000人 |
| 第14回 | 2018年5月19日（土）・５月20日（日） | 43,000人 |
| 第15回 | 2019年5月18日（土）・５月19日（日） | 43,000人 |

なお、2020年、2021年、2022年はコロナウイルス感染拡大のため中止した。